# The Ghost Busters
The Ghost Busters var ett amerikanskt barnprogram som visades mellan 1975 och 1976, serien handlar om tre fumliga detektiver som utreder fall med spöken. Serien hade inga kopplingar till 1984 års långfilm Ghostbusters – Spökligan (Columbia Pictures betalade dock Filmation rättigheterna för att använda namnet). Bara 15 avsnitt producerades. Forrest Tucker spelar Jake Kong (hans förnamn nämns aldrig i serien), Larry Storch spelar den Zoot suit-klädde Eddie Spencer, och Bob Burns är Tracy the Gorilla (Burns listades som Tracys "tränare").

## Om serien
Varje avsnitt börjar alltid med att Spencer och Tracy stannar vid en affär och letar upp en bandspelare som förklarar det uppdrag de ska utföra i avsnittet, som en parodi på Mission: Impossible. Bandspelaren kan vara gömd inuti föremål som till exempel en cykel, en skrivmaskin eller en tavla. Meddelandet avslutas alltid med orden "Detta meddelande kommer att självförstöras om fem sekunder" och sedan exploderar bandspelaren i Tracys ansikte som en komisk effekt. Deras undersökningar tar dem till samma "gamla slott" i utkanten av staden, och efter en rad tabbar får Ghost Busters fast spöket (och hans/hennes medhjälpare), och spökena skickas tillbaks till andevärlden genom att Ghost Busters använder sin Spök-dematerialiserare.
Den huvudsakliga humorn i serien var fysisk och stollig, med scener byggda omkring rollfigurernas krångel. Serien refererar till klassiska filmer, trots att den primära målgruppen knappast kände till dem. Till exempel namnet "Spencer" och "Tracy" kommer från kände skådespelaren Spencer Tracy. Gästande stjärnor inkluderar Ted Knight, Jim Backus och Billy Barty.

## Hemvideo
The Ghost Busters gavs ut på DVD den 17 april 2007 i USA av Brentwood Home Video (BCI).

## Animerad serie
1986 återupplivades serien i tecknad form för att haka på populariteten efter Columbia Pictures långfilm. I den nya serien (Filmation's Ghostbusters) är det Kongs och Spencers söner, Jake och Eddie, som ärver sina fäders firma och Tracy the Gorilla. 

## Avsnittsguide
- The Maltese Monkey
- Dr. Whatshisname
- The Canterville Ghost
- Who's Afraid of the Big Bad Wolf?
- The Flying Dutchman
- The Dummy's Revenge
- A Worthless Gauze
- Which Witch is Which?
- They Went Thataway
- The Vampire's Apprentice
- Jekyll & Hyde-Together, For the First Time!
- Only Ghosts Have Wings
- The Vikings Have Landed
- Merlin, the Magician
- The Abominable Snowman

### Fotnoter
1. ↑  ”The Ghost Busters” (på engelska). TV Shows on DVD. 17 april 2007. Arkiverad från originalet den 18 september 2016. https://web.archive.org/web/20160918234125/http://www.tvshowsondvd.com/releases/Ghost-Busters-Complete-Series/6443. Läst 10 augusti 2016.